# 石嘴山矿务局
石嘴山矿务局是宁夏回族自治区最北部的石嘴山市惠农区的一个国有大型统配煤田企业。

## 历史
1956年1月24日，作为煤炭工业部第一个五年计划期间新建的十个煤田之一，石嘴山煤矿筹建处成立。
- 第一煤矿：1957年兴建一号斜井，为了保证包兰铁路通车用煤，该矿1959年初简易投产。
- 第二煤矿：1958年兴建二号斜井与三号斜井，分别于1960年、1961年底简易投产。组成第二煤矿。
- 第三煤矿：1958年兴建一号立井，后并入第二煤矿。1983年兴建三号立井，重新设立第三煤矿，1993年停产。
- 第四煤矿：1958年兴建四号斜井，1959年简易投产。1964年并入一矿。

1961年年底，石嘴山矿务局建成9个采区、设计能力为216万吨/年（后调整为195万吨/年）。
2000年，石嘴山矿务局改制为宁夏亘元集团。2002年12月，亘元集团（石嘴山矿务局）、太西集团（石炭井矿务局）、灵州集团（灵武矿务局）和宁夏煤业集团战略重组为新的宁夏煤业集团有限责任公司。2006年1月神华集团增资扩股方式组建了神华宁夏煤业集团有限责任公司。石嘴山矿务局现为神华宁煤集团金能煤业分公司。